# ハッカドロップス
ハッカドロップスは、歌手マイによるソロユニット。2015年よりハッカドロップスとしての活動をスタートし、ライブハウスや路上ライブ経験を重ね、2016年4月20日にシングル「衝撃リバイバル」でソニー・ミュージックレコーズよりメジャー・デビュー。プロデュースは多保孝一。フジパシフィックミュージックに所属していたが、現在はインディーズ。2018年4月27日の渋谷o-nestのワンマンライブを以て、ハッカドロップスの凍結をマイ本人が宣言。「春日井」の演奏を最後に、ハッカドロップスに終止符を打った。

## 来歴
ボーカルのマイは愛知県春日井市出身。大学を中退し、歌手を目指して上京。音楽事務所でアルバイトをしながら他アーティストの仮歌を担当していたが、多保に見出され、Hi-KARAT5名義で2013年頃より活動開始。インディーズ盤「1st.demo」をライブ会場・通販などで限定販売。2014年6月に「SPOTMUSIC」より楽曲「春日井」を配信。2015年5月12日にアーティスト名を「ハッカドロップス」に改名。同年6月30日にインディーズ盤「ロマントピアからの手紙」をライブ会場限定で発売開始。2016年4月20日にシングル「衝撃リバイバル」でソニー・ミュージックレコーズよりメジャー・デビュー。2018年3月1日より藤岡みなみ&ザ・モローンズのヒロヒロヤとともに2人組ユニット「OTOGI」を結成、並行して活動を行なっている。

## 特徴
Superflyの元メンバーである多保孝一のプロデュースによるプロジェクト。
歌詞面では作詞家の行方未知がプロデュース・サポート。ライブではギターはヤマハ・SG-7を愛用、歌謡曲を現代風にアレンジしたスタイルの楽曲、カバー曲をHi-KARAT5時代より発表した。ハッカドロップスとしてのメジャー・デビュー後は、ORESAMAの小島英也が編曲に加わり、打ち込みのサウンドを取り入れている。
山口百恵、安井かずみ、加藤和彦を敬愛しており、歌謡曲のカバー動画をYouTubeにアップロード。谷崎潤一郎の『陰翳礼讃』が愛読書。読書家であり、書評サイト「ホンシェルジュ」に書評を寄稿した。2015年7月より、毎月20日は「ハッカの日」としてフリーペーパー「月刊ハッカドロップス」を発行（2018年1月の第31号が最終号）。

## ディスコグラフィー

### Hi-KARAT5名義
- 「1st.demo」（2013年冬頃より発売）
  - 1.恋するリボルバー、2.さよならテディ・ボーイ、3.まぼろしの渚

### ハッカドロップス名義
- 「ロマントピアからの手紙」（2015年6月30日発売）
  - 1.恋するリボルバー、2.名古屋特急、3.さよならテディ・ボーイ、4.まぼろしの渚、5.手紙
  - 「恋するリボルバー」は小島英也によるリアレンジヴァージョン。
- 「衝撃リバイバル」（2016年4月20日発売、初回限定盤CD+DVD：SRCL-9019/20／通常盤CD：SRCL-9021）
  - 1.衝撃リバイバル、2.名古屋特急、3.手紙（acoustic ver.）
  - 「名古屋特急」は小島英也によるリアレンジヴァージョン。

#### 未発売楽曲（ハッカドロップス）
- 東京シンデレラ...ストリートでの活動開始当初からの楽曲
- 愛の太陽..ストリートでの活動開始当初からの楽曲
- 春日井...2014年4月16日・渋谷duo MUSIC EXCHANGE「THE LIBRARY vol.11」で初お披露目、「SPOTMUSIC」で配信、愛知北エフエム放送「看板ガ～ル」エンディング曲
- さよならバージンラブ（作詞：SoichiroK、作曲：SoichiroK & NOZOMU S.）...「MASHIRO／プレイランドキャッスル」TVCFソング
- さよなら電車...2016年11月24日・渋谷eggman「Girl's UP!!! vol.186」で初お披露目
- 東京ドリーム...2017年2月8日・渋谷duo MUSIC EXCHANGE「Martian Music Box」で初お披露目

### Otogi名義
- 「OTOGI デモ vol.1」（デモCD、2018年3月1日発売、全曲マイ作詞・ヒロヒロヤ作曲）
  - 1.おしゃべりがとまらないよ...2018年2月14日・渋谷O-nest「フリージアとショコラ」で初お披露目
  - 2.流れ星みたい...2018年1月22日・青山月見ル君想フ「新春 裏青山ミーティング」で初お披露目
  - 3.きらきら、つめたい...2017年11月22日・渋谷チェルシーホテル「ガールズトーク30」で初お披露目（旧タイトル「茜の空」）

- 「OTOGI アコースティックデモ vol.1」（デモCD、2018年4月10日発売、全曲マイ作詞・ヒロヒロヤ作曲）
  - 1.風に翻る...2018年1月22日・青山月見ル君想フ「新春 裏青山ミーティング」で初お披露目（旧タイトル「3時の風に翻る」）
  - 2.紫陽花...2018年2月4日・代官山LOOP「ココロイロドル」で初お披露目
  - 3.レモン...2018年3月1日・代官山LOOP「アソビタリナイ」で初お披露目

#### 未発売曲（Otogi）
- メリーゴーランド...2018年4月2日・代官山LOOP「FEVER!!」で初お披露目（旧タイトル「タオル」）
- （タイトル未詳）...2018年4月2日・代官山LOOP「FEVER!!」で初お披露目

## レギュラー番組
- 週刊ハッカドロップス（2017年4月6日放送開始、NACK5・毎週木曜日25:40〜26:00）[4]